# Щедрин, Борис Михайлович
Борис Михайлович Щедрин (26 июня 1934, Киев — 7 января 2021) — советский и российский учёный в области математической физики, доктор физико-математических наук, профессор, заведующий лабораторией ВМК МГУ, заместитель декана ВМК МГУ. Заслуженный деятель науки РФ (2002). 

## Биография
В 1952 году окончил с золотой медалью среднюю школу № 36 в Москве.
В 1957 году окончил механико-математический факультет МГУ.
Ещё до окончания учёбы, с 1956 года начал работать в МГУ: старший лаборант, младший научного сотрудника, старший инженер, ведущий инженер, старший научный сотрудник, заведующий отделом НИВЦ МГУ (1956—1982). 
Кандидат физико-математических наук (1967). Тема диссертации: «Решение ряда задач структурного анализа кристаллов на ЭВМ» (научные руководители Н. В. Белов, Н. П. Жидков).
С 1982 года — заведующий лабораторией обратных задач факультета ВМК МГУ.
Заместитель декана ВМК МГУ по издательской деятельности.
Доктор физико-математических наук (1992). Тема диссертации: «Математические модели для изучения строения вещества дифракционными методами».
В 1993 году присвоено звание профессора.
Умер 7 января 2021 года.

## Преподавательская деятельность
Преподавал в МГУ c 1957 года — сначала на кафедре вычислительной математики механико-математического факультета МГУ (занятия по программированию, руководство спецсеминаром по математическим вопросам структурного анализа), с 1970 года на факультете ВМК МГУ .
Читал лекции по методам вычислений и математическим вопросам структурного анализа на химическом и геологическом факультетах МГУ в 1960-х годах. С 1997 года читает спецкурс «Математические аспекты обработки и интерпретации данных физического эксперимента» для студентов физического факультета МГУ.

## Область научных интересов
Вычислительные методы, математическое программирование, методы обработки и интерпретации данных физического эксперимента.

## Научная деятельность
Являлся ведущим специалистом в области разработки и применения численных методов к обработке и интерпретации данных физического эксперимента, математического моделирования дифракционного эксперимента по изучению строения вещества. Разработал и теоретически обосновал оригинальные методы глобальной оптимизации (метод материальной точки, метод последовательного спуска по системе локальных минимумов), методы оптимального сглаживания и обострения различных распределений, являющихся суперпозицией унимодальных, специальные методы решения систем нелинейных уравнений, методы учёта ограниченности области эксперимента и ряд других специальных методик. На основе внедрения метода регуляризации академика А. Н. Тихонова предложил ряд методик определения строения вещества в различных агрегатных состояниях.
Реализовал теоретические разработки в конкретных системах и пакетах программ, решающих задачи обработки и интерпретации данных дифракционного эксперимента по изучению структуры и состава вещества.
В работах Бориса Щедрина дано математическое обоснование разрешимости задачи восстановления распределения электронной плотности по данным малоуглового рассеяния и восстановления структуры монокристаллов по дифракционной картине рассеяния от кристалла.
Заслуженный научный сотрудник Московского университета (1997).
Под руководством Бориса Щедрина защищено более 10 кандидатских диссертаций.

## Научные публикации
Борис Щедрин сделал более 35 докладов на научных конференциях.
Борис Щедрин автор более 150 научных статей и 26 научных и учебных книг, в том числе:
- Щедрин Б. М., Жидков Н. П. Геометрия кристаллического пространства — М.: Издательство Московского университета, 1988. — 220 с.
- Методы регуляризации в задачах изучения структуры вещества // В сб.: Кристаллография и кристаллохимия — М.: Наука, 1986. С. 79-91 (соавт. Тихонов А. Н.); Геометрия кристаллического пространства — М.: изд-во МГУ, 1988, 220 с.
- Щедрин Б. М., Будак А. Б. Элементарная математика. Методические указания к ответам на теоретические вопросы билетов устного экзамена по математике / 4-е изд. — М.: ООО «МАКС ПРЕСС», 2007. — 448 с. ISBN 978-5-89407-309-5, 978-5-317-02154-2

## Награды
- бронзовая медаль ВДНХ (1980)
- Почётная грамота Верховного Совета РСФСР (1980)
- Медаль «Ветеран труда» (1981)
- Ломоносовская премия МГУ (1986)
- серебряная медаль ВДНХ (1986)
- Медаль «В память 850-летия Москвы» (1997)
- Заслуженный деятель науки Российской Федерации (2002)